# Vorzeichen (Musik)
Die Vorzeichen sind Notenzeichen, die am Anfang eines Notensystems unmittelbar hinter dem Notenschlüssel und vor der Taktangabe stehen und wie die akzidentellen Versetzungszeichen die Hoch- oder Tiefalteration von Tönen anzeigen. 
Die Notenzeichen der Vorzeichen und Versetzungszeichen sind identisch. Während Versetzungszeichen jedoch unmittelbar vor einer bestimmten Note stehen und nur für diese bis zum nächsten Taktstrich Gültigkeit haben, sind Vorzeichen in der Funktion eines Generalvorzeichens für alle Oktavbereiche des zu alterierenden Tones und bis zum Ende eines Notentextes gültig, sofern ihre Geltungsdauer nicht durch einen Vorzeichenwechsel auf einzelne Abschnitte beschränkt wird.
Im Gegensatz zu der weit verbreiteten Annahme, dass die auch Vorzeichnung genannte Gesamtheit der Vorzeichen eines Musikstücks unmittelbare Rückschlüsse auf dessen Tonart zuließe, verweisen Vorzeichen lediglich auf die Position des verwendeten Tonmaterials im Quintenzirkel. Um dieses Tonmaterial einer konkreten Tonart der Dur-Moll-Tonalität oder einem Modus zuordnen zu können, bedarf es in der Regel der Berücksichtigung weiterer Faktoren, die nur aus den strukturellen Merkmalen einer Komposition zu erschließen sind.
Umgangssprachlich ist es üblich, die akzidentellen Versetzungszeichen ebenfalls „Vorzeichen“ zu nennen. 

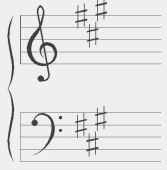
Beispiel für eine Vorzeichnung in Violin- und Bassschlüssel:
Drei Kreuz-Vorzeichen stehen für A-Dur oder fis-Moll

## Funktion und Geschichte
Im Prinzip lässt sich jedes Musikstück auch ausschließlich mit Versetzungszeichen notieren, die dann aber einmal pro Takt vor der jeweiligen Note wiederholt werden müssten. Hier ist beispielsweise die H-Dur-Tonleiter nur mit Versetzungszeichen notiert:
Hier die gleiche Tonleiter mit Vorzeichnung von H-Dur:
Die Verwendung von Vorzeichen dient daher der Übersichtlichkeit des Notenbildes und der schnellen Erkennbarkeit des Modus oder der Tonart einer Komposition.
Vorzeichnungen mit einem einzelnen ♭, dem ältesten Versetzungszeichen, sind seit dem Mittelalter bekannt. In der Frühphase der Vorzeichensetzung war die ♭-Vorzeichnung zugleich ein Hinweis auf die damals einzig mögliche g-Transposition einer Kirchentonart.
Vorzeichnungen mit mehr als einem ♭ tauchten erstmals im 16. Jahrhundert auf, Vorzeichnungen mit Kreuzen ab dem 17. Jahrhundert. Die Reihenfolge der Vorzeichen war dabei zunächst nicht standardisiert. Auch konnten in Partituren widersprüchliche Vorzeichnungen stehen, das heißt die einzelnen Stimmen konnten mit verschiedenen Vorzeichnungen notiert sein.

## Vorzeichnung und Tonmaterial
Da das abendländische Tonsystem auf einer diatonisch strukturierten Heptatonik basiert, kann jeder der sieben Stammtöne erhöht oder erniedrigt werden. Somit können bis zu sieben Vorzeichen auftreten. Führt man den Quintenzirkel beliebig weiter, lassen sich unter Verwendung von Doppelkreuzen und Doppel-b auch enharmonische Tonräume mit acht oder mehr Vorzeichen erschließen, wie Gis-Dur oder Fes-Dur; allerdings ist diese Erweiterung des Tonraums in der Praxis unter den Bedingungen der gleichstufig temperierten Stimmung kaum gebräuchlich.

### Vorzeichensetzung im Quintenzirkel
Die Anzahl und Art der zu notierenden Vorzeichen lässt sich aus dem Quintenzirkel ableiten. 
Ausgehend vom vorzeichenlosen, beispielsweise durch C-Dur repräsentierten Stammtonbestand erhöht sich die Anzahl der Vorzeichen im Quintenzirkel aufwärts (in Uhrzeigerrichtung) jeweils um ein Kreuz (♯), im Quintenzirkel abwärts (entgegen der Uhrzeigerrichtung) jeweils um ein Be (♭), sodass ausgehend vom Fis bzw. B im Quintabstand jeweils ein Vorzeichen hinzukommt.

### Vorzeichen als Indikatoren für Tonarten
Anhand notierter Vorzeichen kann zwar nicht unmittelbar auf eine Tonart, zumindest aber auf die Position des Tonmaterials im Quintenzirkel geschlossen werden. So besagt ein ♯-Vorzeichen lediglich, dass F zu Fis erhöht ist, nicht aber, ob es sich um die Tonart G-Dur oder e-Moll, oder um einen transponierten Modus (a-Dorisch, h-Phrygisch, C-Lydisch oder D-Mixolydisch) handelt. Zur Klärung dieses Sachverhalts sind weitere Kriterien heranzuziehen, wie Kadenzverläufe und Schlusskadenzen, aber auch darüber hinausgehende Faktoren, wie Epochen-, Regional- und Individualstile, die es beispielsweise verbieten, Instrumentalwerke der Renaissance leichtfertig als Dur- oder Mollkompositionen mit lediglich „falschen Vorzeichen“ zu interpretieren. 
In kürzeren Kompositionen mit einfacher tonaler oder modaler Struktur kann der Abgleich von Vorzeichnung und Schlussakkord bereits durchaus ausreichend aussagekräftig sein. So kann bei einer Vorzeichnung mit einem ♯ und einem abschließenden G-Dur-Akkord mit hoher Wahrscheinlichkeit von der Tonart G-Dur ausgegangen werden, während der gleiche Schlussklang bei drei vorgezeichneten ♭ – ausreichende Plausibilität hinsichtlich des musikalischen Kontextes vorausgesetzt (z. B. im Fall einer Komposition des 16. Jahrhunderts) – Rückschlüsse auf eine Transposition des phrygischen Modus nach G (mit Schluss auf einem G-Dur-Klang mit picardischer Terz) nahelegt.

## Notationskonventionen

### Modulationen
Ein vorübergehender Tonartenwechsel (Modulation) während eines Musikstücks kann durch einen Vorzeichenwechsel gekennzeichnet sein, muss es aber nicht. Es ist auch möglich, die Vorzeichnung der Grundtonart beizubehalten und die Tonhöhen der neuen Tonart ausschließlich mit Versetzungszeichen zu notieren.

### Transpositionen
Auch andere tonale Systeme wie die Modi, die ursprünglich ausschließlich ohne Vorzeichen verwendet wurden, lassen sich durch Vorzeichnung transponieren. Analog zu den Dur-/Moll-Tonarten spricht man dann z. B. von C-Dorisch oder D-Phrygisch. Atonale Musik wird oftmals ausschließlich mit Versetzungszeichen notiert.
Bei der Verwendung transponierender Musikinstrumente muss die notierte Vorzeichnung in Beziehung zu dem Grundton des Instruments gesetzt werden, um die tatsächlich erklingende Tonart zu erhalten.

### Vorzeichenwechsel

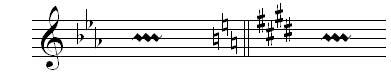
Beispiel für einen Vorzeichenwechsel: auf Es-Dur folgt E-Dur

Wechselt die Tonart innerhalb eines Musikstücks, so kann dies im Notenbild durch einen Wechsel der Vorzeichen dargestellt werden. Traditionell wurden bestehende Vorzeichen dabei aufgelöst. Im modernen Notensatz ist dies allerdings zumeist nicht mehr üblich.

### Spezielle Notationskonventionen
Kreuze und Be werden gemäß westlicher Notationskonventionen nicht gemischt als Vorzeichen verwendet, können aber in der Musikethnologie bei der Notation außereuropäischer Skalenbildungen durchaus vorkommen.
In der deutschen Barockmusik war die sogenannte Dorische Notation für die Vorzeichnung von Kompositionen in einer Moll-Tonart mit ♭-Vorzeichnung eine weit verbreitete Konvention. Dabei wurden beispielsweise Stücke in g-Moll mit nur einem ♭ notiert, unter anderem weil die VI. Stufe in Moll variabel ist und sowohl als Es wie als E vorkommt.

## Tonarten und alterierte Töne
| Notenbild | Durtonart | Molltonart | Vorzeichen      |
| --------- | --------- | ---------- | --------------- |
| C-Dur     | C-Dur     | a-Moll     | Kein Vorzeichen |

| Notenbild | Durtonart | Molltonart | Vorzeichen                                            |
| --------- | --------- | ---------- | ----------------------------------------------------- |
| G-Dur     | G-Dur     | e-Moll     | 1♯ : Fis                                              |
| D-Dur     | D-Dur     | h-Moll     | 2♯ : Fis – Cis                                        |
| A-Dur     | A-Dur     | fis-Moll   | 3♯ : Fis – Cis – Gis                                  |
| E-Dur     | E-Dur     | cis-Moll   | 4♯ : Fis – Cis – Gis – Dis                            |
| H-Dur     | H-Dur     | gis-Moll   | 5♯ : Fis – Cis – Gis – Dis – Ais (sprich: A-is)       |
| Fis-Dur   | Fis-Dur   | dis-Moll   | 6♯ : Fis – Cis – Gis – Dis – Ais – Eis (sprich: E-is) |
| Cis-Dur   | Cis-Dur   | ais-Moll   | 7♯ : Fis – Cis – Gis – Dis – Ais – Eis – His          |

| Notenbild | Durtonart | Molltonart | Vorzeichen                               |
| --------- | --------- | ---------- | ---------------------------------------- |
| F-Dur     | F-Dur     | d-Moll     | 1♭ : B                                   |
| B-Dur     | B-Dur     | g-Moll     | 2♭ : B – Es                              |
| Es-Dur    | Es-Dur    | c-Moll     | 3♭ : B – Es – As                         |
| As-Dur    | As-Dur    | f-Moll     | 4♭ : B – Es – As – Des                   |
| Des-Dur   | Des-Dur   | b-Moll     | 5♭ : B – Es – As – Des – Ges             |
| Ges-Dur   | Ges-Dur   | es-Moll    | 6♭ : B – Es – As – Des – Ges – Ces       |
| Ces-Dur   | Ces-Dur   | as-Moll    | 7♭ : B – Es – As – Des – Ges – Ces – Fes |

Paralleltonarten (wie D-Dur und h-Moll) haben gleiche Vorzeichen, gleichnamige oder Varianttonarten (wie C-Dur und c-Moll) unterscheiden sich um 3 Vorzeichen.